# Де Хан, Виллем (дирижёр)
Виллем де Хаан (в старых русских источниках Дегаан, нидерл. Willem de Haan; 24 сентября 1849, Роттердам — 26 сентября 1930, Берлин) — нидерландско-немецкий дирижёр и композитор.

## Биография
Учился в Роттердаме у Виллема Николаи, Вольдемара Баргиля и Самуэля де Ланге, затем в 1870—1871 годах совершенствовался в Лейпцигской консерватории.
С 1873 года — капельмейстер в Бингене. С 1876 года жил и работал в Дармштадте, в 1881—1914 годах — придворный капельмейстер и главный дирижёр оперного театра. Кроме того, в 1889 году после смерти Карла Мангольда возглавил оркестр Дармштадтского музыкального общества и руководил им до 1919 года. Де Хаан был известен как пропагандист музыки Рихарда Вагнера, в 1900 году исполнил с дармштадтским оркестром премьеру Первой симфонии 20-летнего Сирила Скотта (по протекции Стефана Георге). Учеником Де Хана был Теодор Рыдер.
Автор опер «Дочь короля» (нем. Die Kaiserstochter; 1885) и «Сыновья инки» (нем. Die Inkasöhne; 1885, по произведению Мультатули), хоровых и вокальных сочинений (в том числе цикла песен на стихи Рабиндраната Тагора из цикла «Садовник», в немецком переводе Ханса Эффенбергера).
Певица Паулина де Хан была замужем за братом Виллема де Хана.